# 나니와 (방호순양함)
나니와(浪速)은 일본 제국 해군의 방호순양함으로, 나니와급 방호순양함의 1번함이다. 함 이름은 오사카의 옛 이름인 ‘나니와’(浪速)에서 따서 붙여졌다. 자매함으로는 다카치호가 있으며, 이것들은 일본 제국 해군 최초의 방호순양함이었다.

## 개요
1884년, 영국 뉴캐슬의 암스트롱 휘트워스 사의 조선소에서 1886년 2월 15일 준공되어, 당시 일본의 군함 등급분류에 의해 2등함으로 정해졌다. 일본 제국 해군이 채용한 최초의 방호순양함이다. 일본으로 건너와 같은해 6월 26일 시나가와에 도착했다.
1893년부터 다음 해에 걸쳐, 하와이 혁명이 발발하자 자국거류민을 보호하기 위해 두번에 걸쳐 호놀룰루에 파견되었다. 청일전쟁 동안 풍도 해전, 황해 해전, 대련, 여순항 포위, 웨이하이 전투, 펑후 제도 작전 등에 참가했다.
1894년 7월 25일 풍도 해전 때 병력 1,200명을 수송 중인 영국선적 증기선 고승(高陞)호와 조우하였는데, 도고 헤이하치로 함장의 명령 하에 격침시켰다. 이른바 고승호 사건이다.
1897년 4월부터 9월에 걸쳐, 하와이 일본인 이민 상륙 거부 사건에 대처하기 위해 호놀룰루에 파견되었다.
1898년 3월 21일, 2등순양함으로 재분류되었으며, 같은 해 5월부터 8월에 걸쳐 미국-스페인 전쟁으로부터 자국민 보호를 위해 필리핀 마닐라에 파견되었다.
의화단 운동이 발발하자 1900년부터 다음 해에 걸쳐 청나라 연안 경계 임무를 맡았다.
러일전쟁에서는 제물포 해전, 울산 해전 등에 참가하였고, 쓰시마 해전에서는 포탄을 맞아 손상을 당했다.
1912년 6월 26일 북치시마 열도(北千島)에 측량기재를 수송하던 중에 우루프섬 앞바다에 좌초되어 7월 18일에 침몰했다. 같은 해 8월에 퇴역하여, 잔해는 다음 해 6월 26일에 매각되었다.

## 역대함장
회항위원장
- 이토 스케유키(伊東祐亨) 대령: 1885년 4월23일 - 11월20일

함장
- 이토 스케유키(伊東祐亨) 대령: 1885년 11월20일 - 1886년 6월17일
- 츠노다 히데마츠(角田秀松) 대령: 1889년 5월15일 - 1891년 6월17일
- 도고 헤이하치로(東郷平八郎) 대령: 1891년 12월14일 - 1894년 4월23일
- 도고 헤이하치로(東郷平八郎) 대령: 1894년 6월8일 - 1895년 2월16일
- 가타오카 시치로(片岡七郎) 대령: 1895년 2월16일 - 12월27일
- 카노 유우노신(鹿野勇之進) 대령: 1897년 12월27일 - 1898년1월22일
- 하시모토 마사아키(橋元正明) 대령: 1898년 3월1일 - 5월23일
- 미스 소우타로(三須宗太郎) 대령: 1898년 5월23일 - 12월3일
- 사이토 코우시(斎藤孝至) 대령: 1900년 9월25일 - 12월6일
- 요시마츠 시게타로(吉松茂太郎) 대령: 1901년 7월6일 - 9월10일
- 이지치 스에타카(伊地知季珍) 대령: 1902년 10월6일 - 1903년 9월26일
- 히로세 가츠히코(広瀬勝比古) 대령: 1905년 6월14일 - 8월31일
- 센토우 타케나카(仙頭武央) 대령: 1905년 8월31일 - 12월12일
- 카미이즈미 토쿠야(上泉徳弥) 대령: 1905년 12월29일 - 1906년 12월24일

## 동형함
- 타카치호 (高千穂)